# Fulda Gap

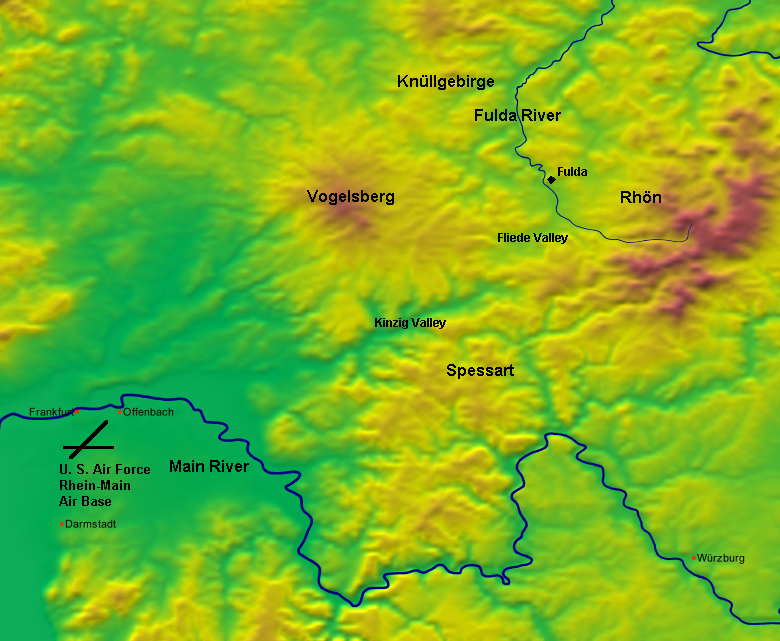
Topographie des Fulda Gap

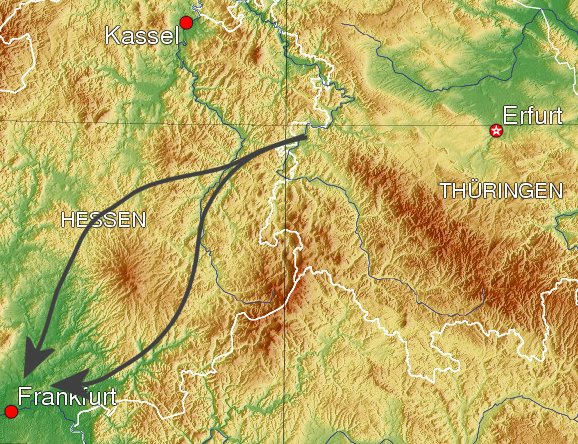
Mögliche Einfallsrouten der Sowjetarmee bei Fulda durch das Fulda Gap

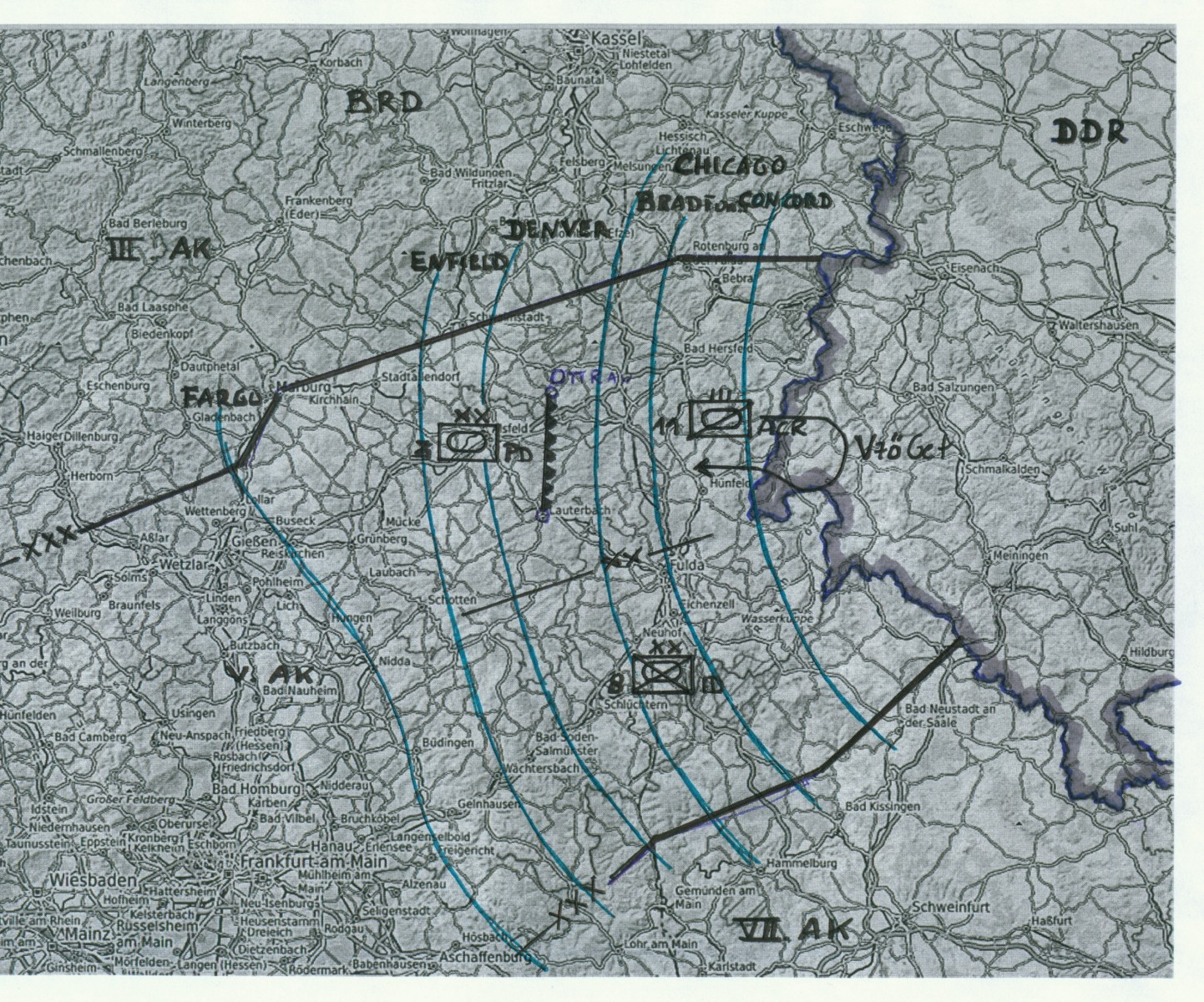
Skizze Gefechtsstreifen V. US-Korps mit Führungslinien CONCORD – FARGO

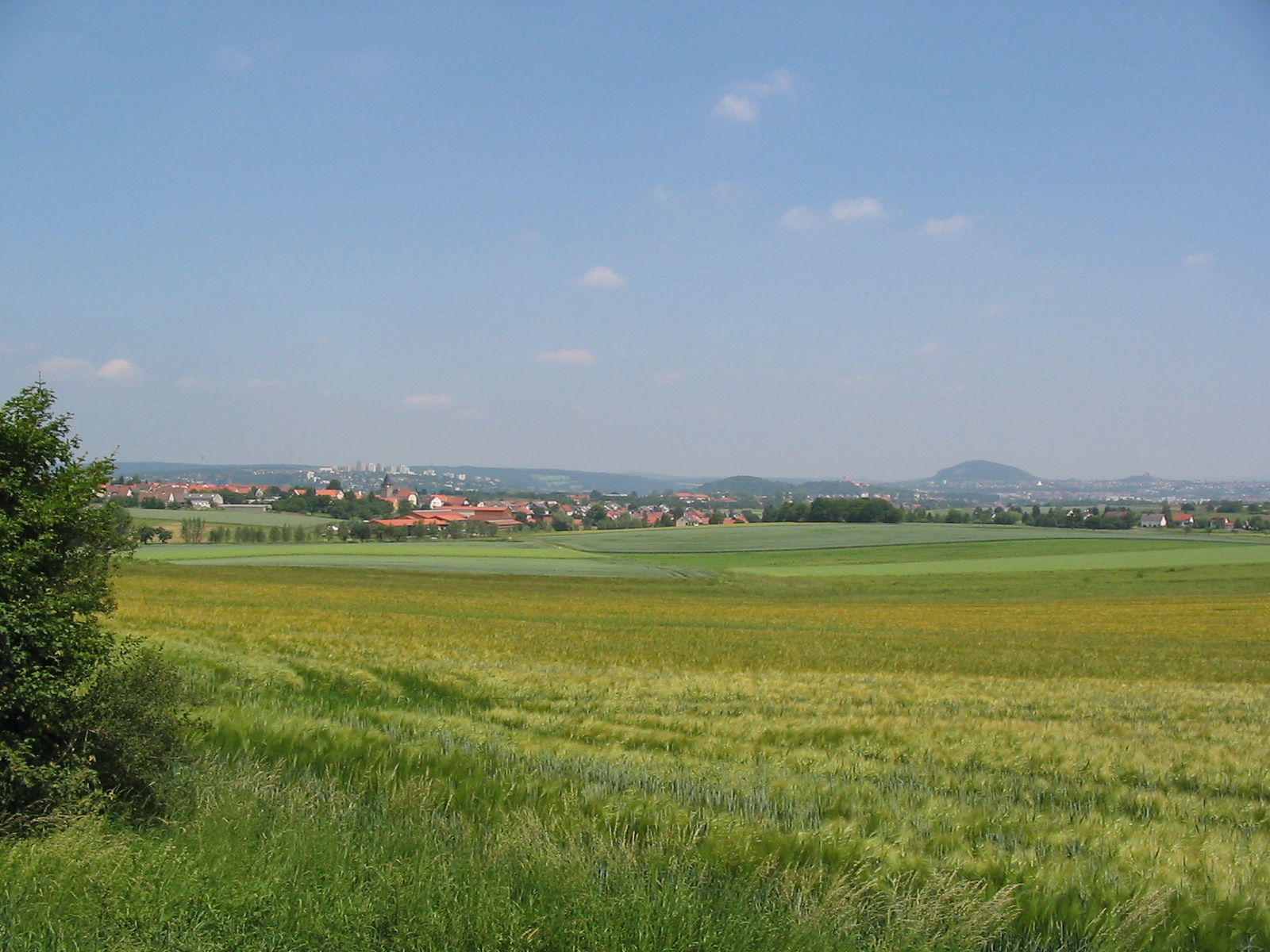
Gelände um Fulda

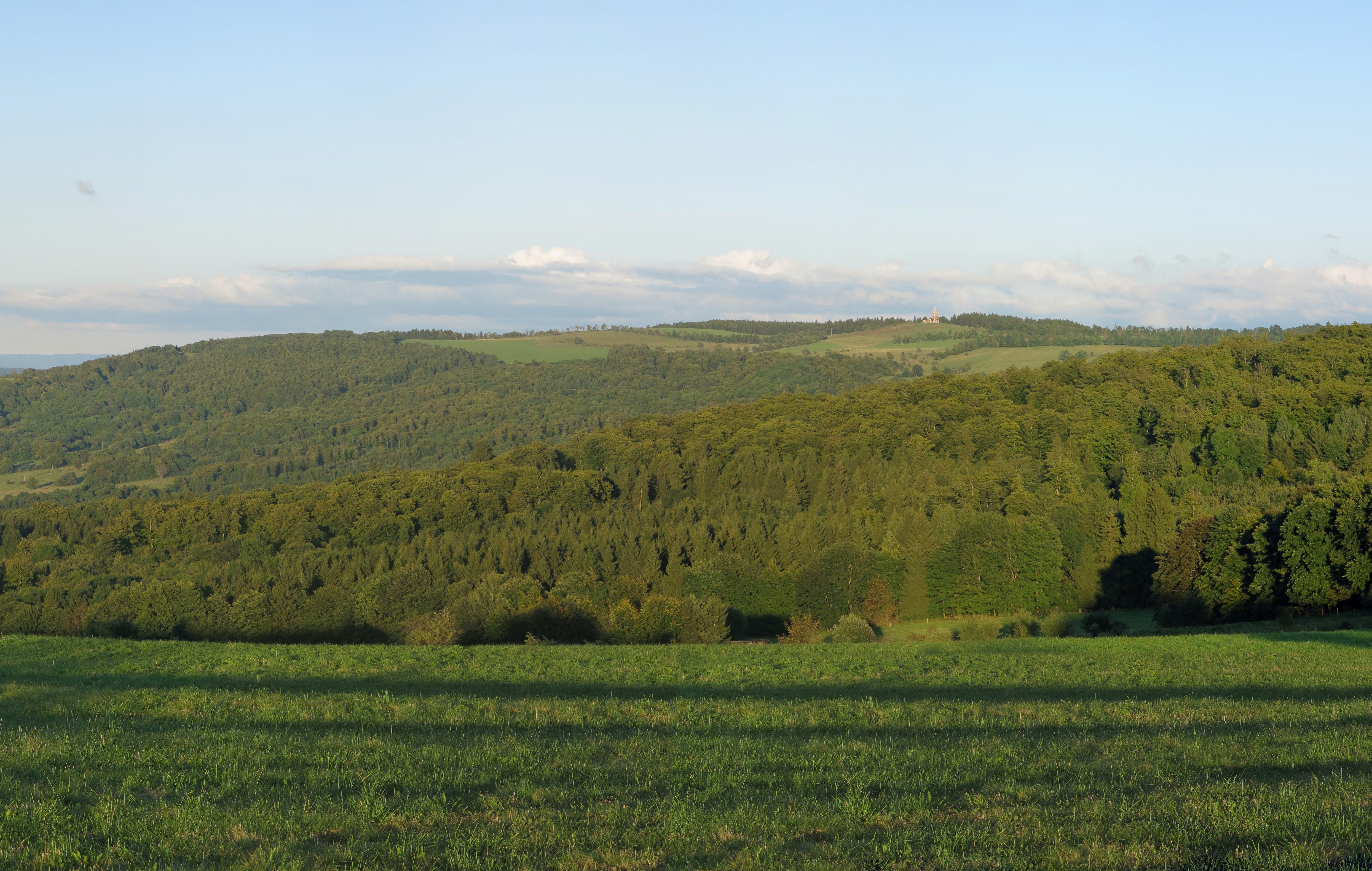
Gelände der Rhön

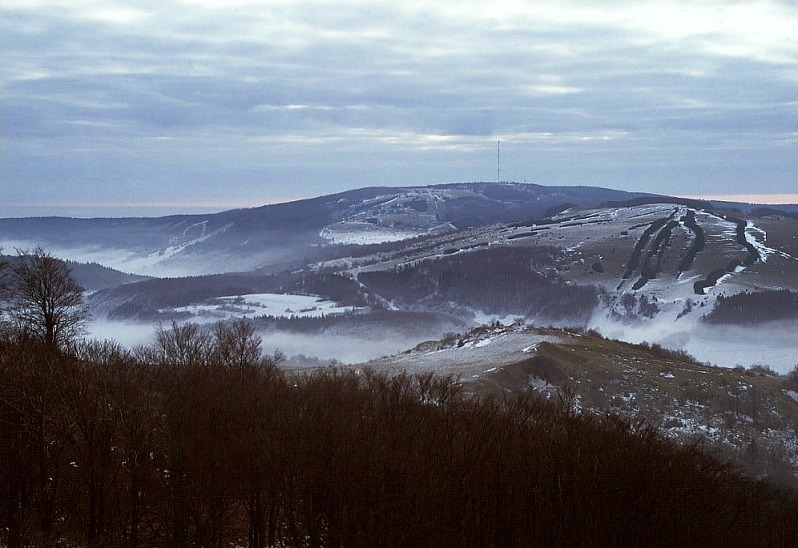
Gelände der Rhön im Winter

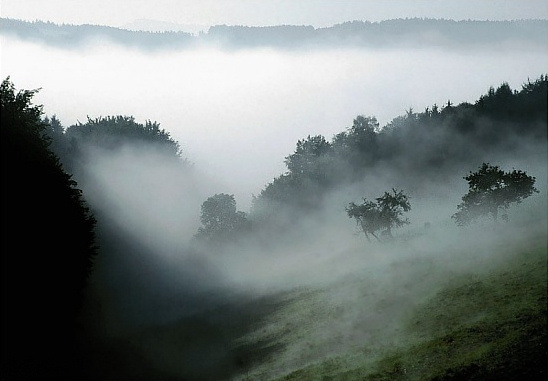
Gelände der Rhön im Nebel

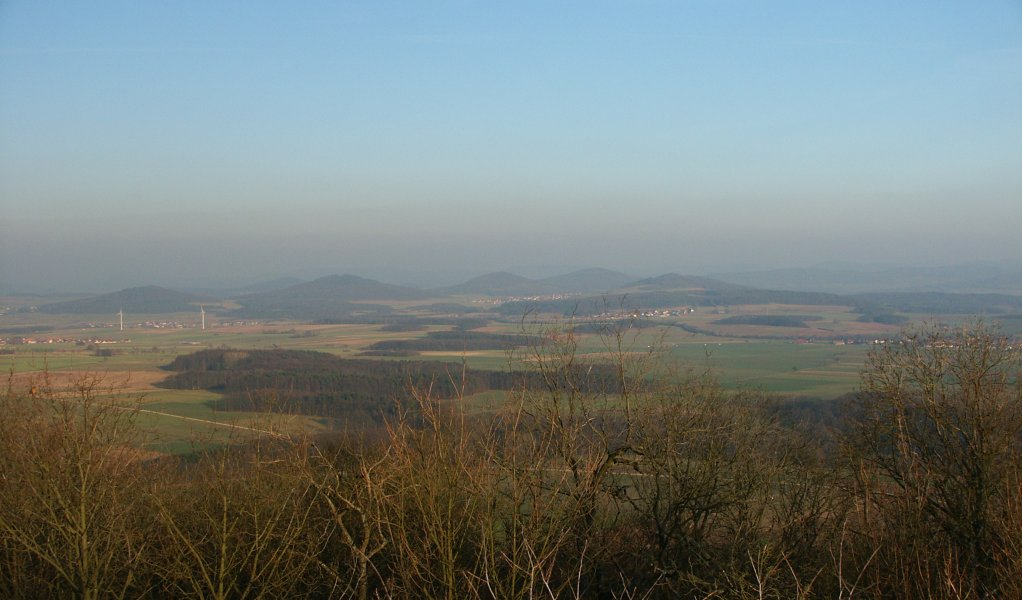
Panorama des Hessischen Kegelspiels

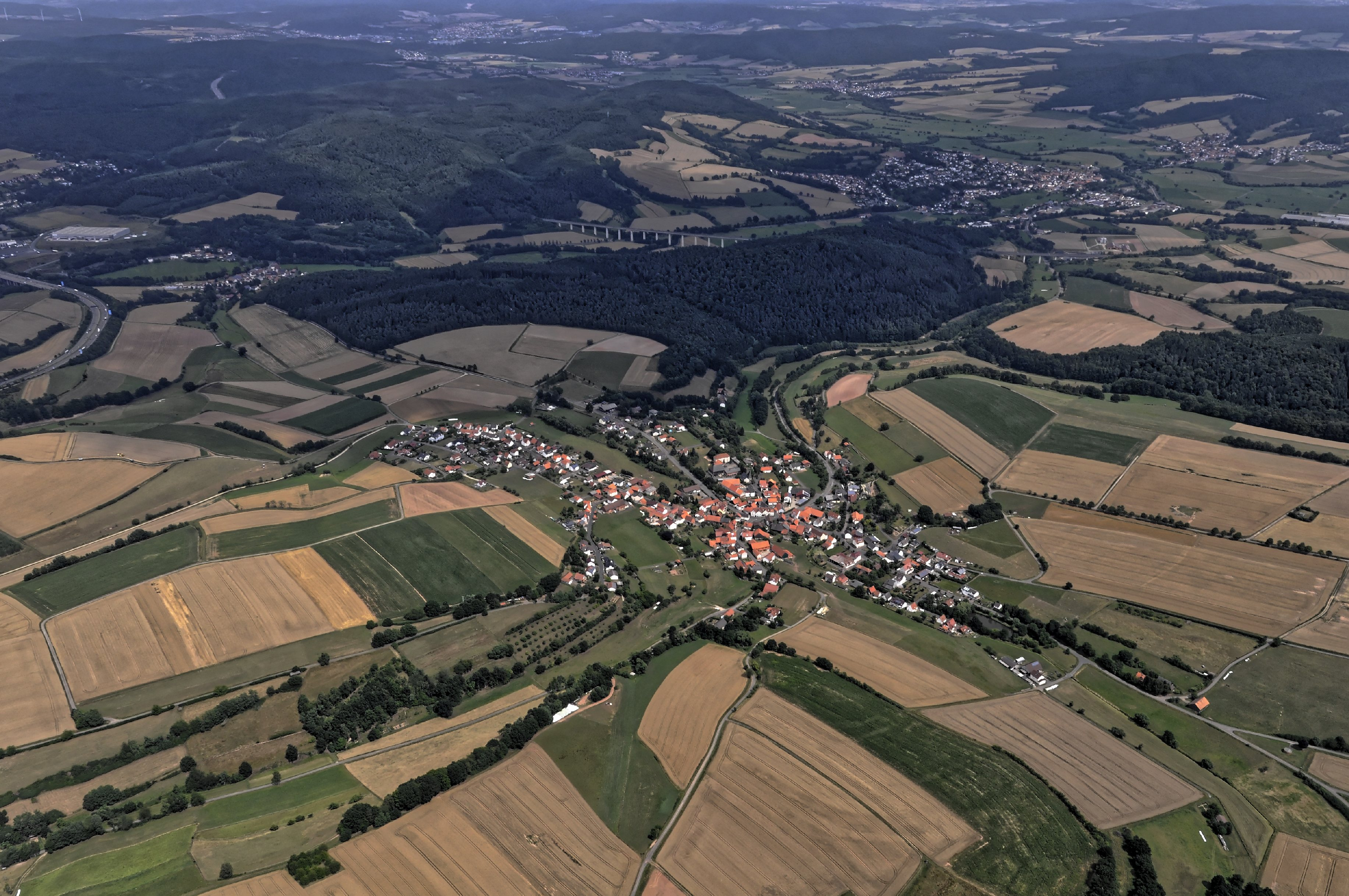
Umgebung von Hattenbach

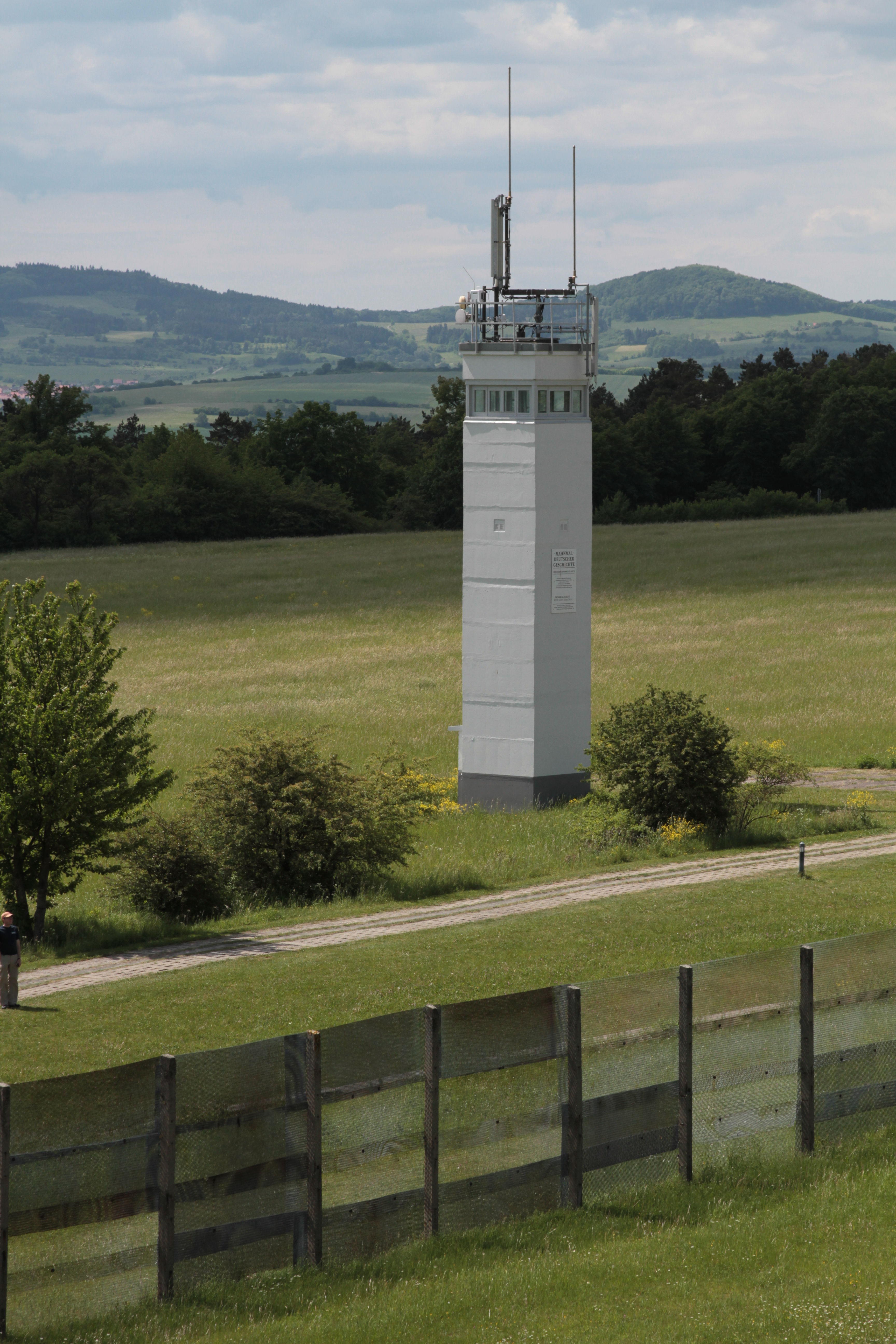
DDR-Grenzturm bei Geisa

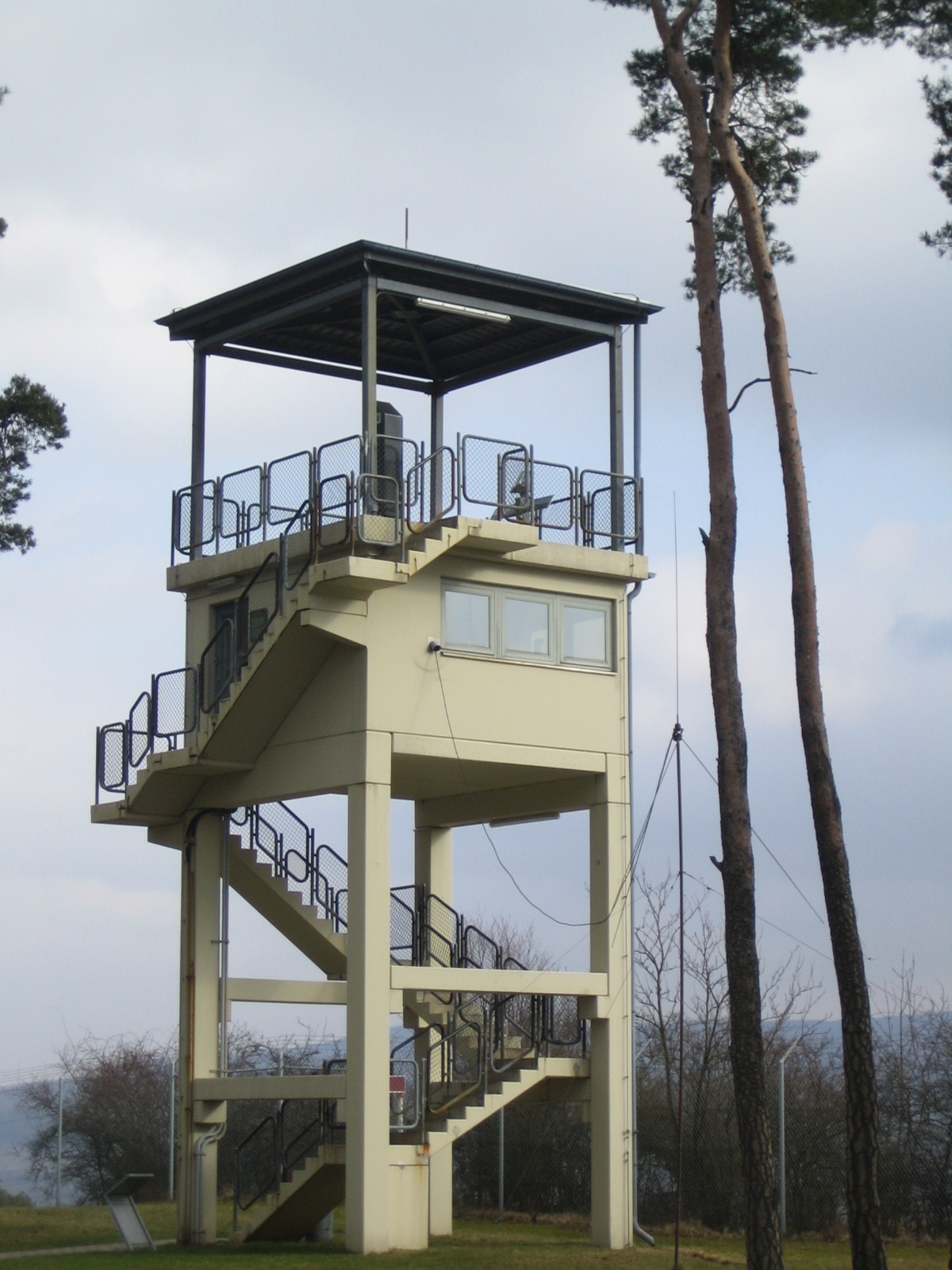
Museum Point Alpha, ehemaliger Beobachtungsturm der US-Streitkräfte an der innerdeutschen Grenze

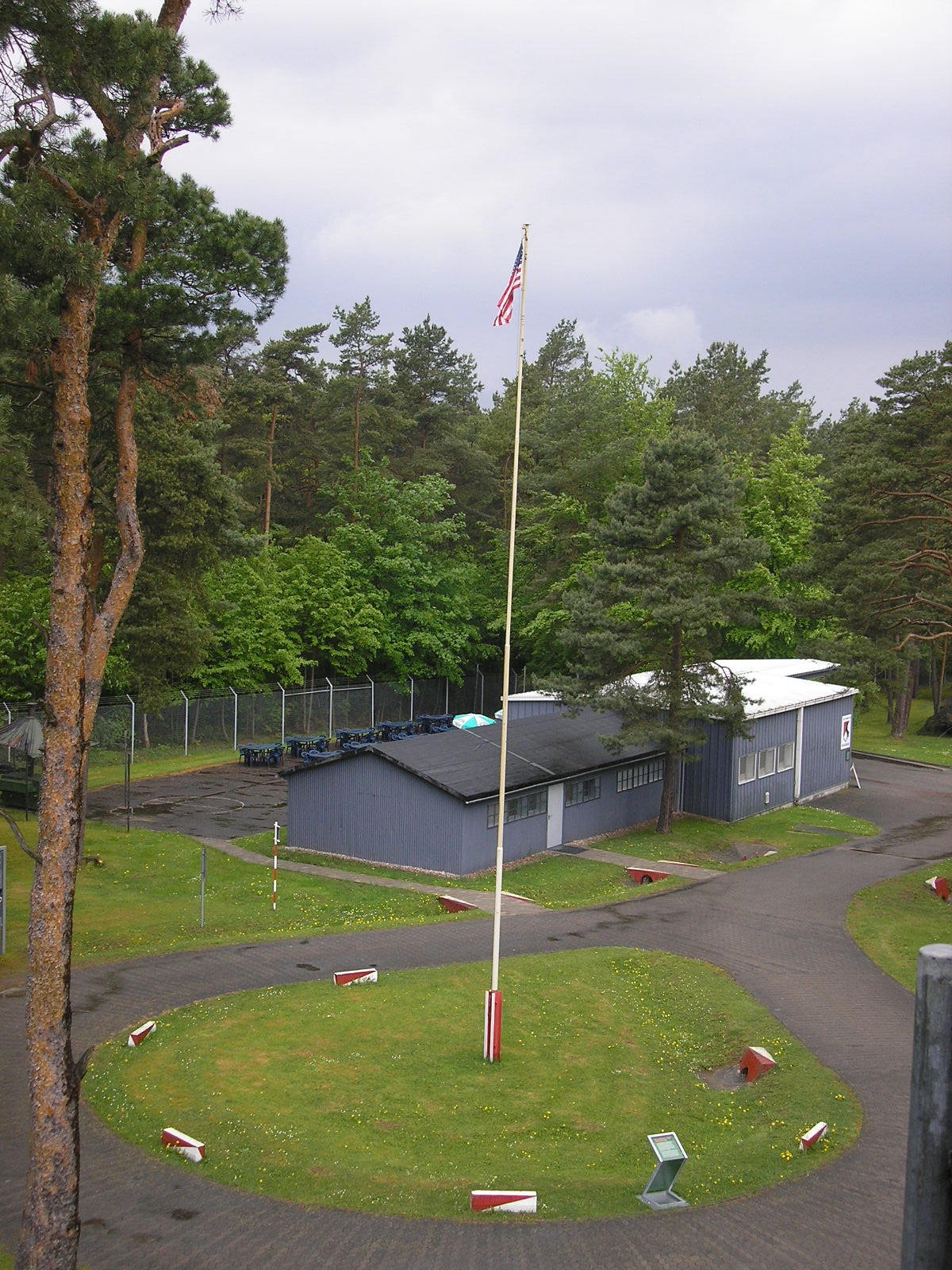
US Appellplatz bei Point ALPHA

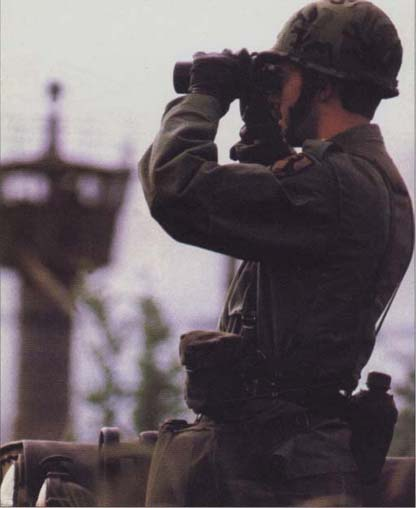
Blackhorse Panzeraufklärer

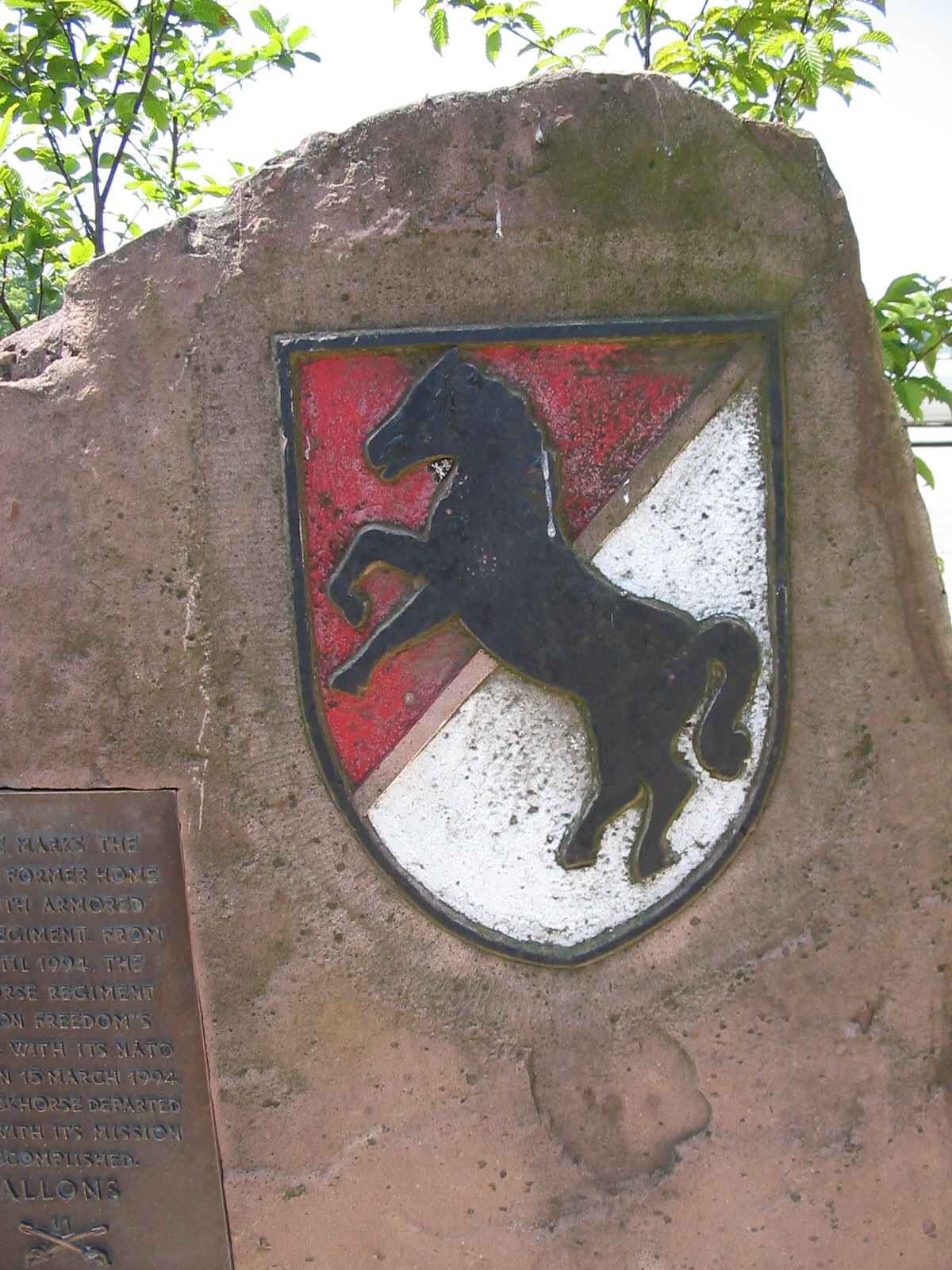
Gedenkstein des 11 ACR

Fulda Gap, deutsch Fulda-Lücke, Lücke von Fulda oder auch Einfallstor Fulda, ist ein Begriff, mit dem die US-Streitkräfte während des Kalten Krieges das Gebiet um Fulda nahe der innerdeutschen Grenze bezeichneten.

## Strategische Lage
Der Begriff Fulda Gap tauchte erstmals in den 1970er Jahren in einem Taktiklehrbuch über Conventional-Nuclear-Operations (konventionelle-atomare Operationen) für Generalstabsoffiziere in Fort Leavenworth auf. Daneben wurde diese Begrifflichkeit auch für das Würzburg Gap und Hof Gap verwendet.
Das Fulda Gap war charakterisiert durch die Waldgebiete der deutschen Mittelgebirgslandschaft, wie auch durch rasch urbanisierte Räume, die in den 1970er und 1980er Jahren stark anwuchsen und somit möglicherweise auch Ortskampf verlangt hätten.
Das Fulda Gap erstreckte sich von Herleshausen bis Bad Neustadt an der Saale. An der fragilen und „strategisch verletzlichen“ Fulda-Lücke befürchtete die NATO einen Vorstoß der Truppen des Warschauer Pakts zwischen zwei ihrer Armeegruppen auf Frankfurt am Main und weiter in das Hinterland der Bundesrepublik Deutschland hinein. Paul Kohl beschreibt in Fulda Gap. Eine Reportage über die Militarisierung in Deutschland aus ziviler Sicht die Vorverlegung amerikanischer Truppen in die Nähe der Grenze und die Auswirkungen einer Schlacht gemäß der Air-Land-Battle-Doktrin (Air-Land-Battle. Field Manual 100-5, Master Restationing Plan), inklusive des Einsatzes von C-Waffen wie VX (NATO) und Soman (Warschauer Pakt).
Im osthessischen Raum um den sogenannten „NATO-Park“ um Rhön (heute Biosphärenreservat Rhön), Vogelsberg, Spessart und Kinzigtal ragte das Territorium des Warschauer Paktes am weitesten Richtung Westen vor und wurde daher oft als „heißeste Stelle des Kalten Krieges“ bezeichnet, da Kriegshandlungen in Form einer großen Panzerschlacht („In the Fulda Gap, these two armies would have clashed in one of the largest tank battles ever recorded, with the fate of 70 million West German civilians and their government at stake“) dort besonders wahrscheinlich waren. Auf wenigen hunderten Quadratkilometern standen sich mehr als 150.000 Soldaten und etwa 4.000 Kampfpanzer und andere gepanzerte Gefechtsfahrzeuge gegenüber. Mit nur 150 Kilometern Tiefe von Geisa in Thüringen bis Frankfurt am Main und wenigen natürlichen Hindernissen für Panzer stellte das Fulda Gap die „Wespentaille“ und damit eine besondere strategische Pfortensituation in Westdeutschland dar. Das Gelände galt im Allgemeinen als schwierig zu verteidigen. Der Verlust dieses Raumes hätte die beiden Armeegruppen NORTHAG und CENTAG voneinander getrennt und die Gesamtverteidigung Westeuropas ins Wanken gebracht. Man ging davon aus, dass sich in der Zone zwischen Bad Hersfeld und Fulda entschieden hätte, ob ein konventioneller Dritter Weltkrieg zu einem Atomkrieg eskaliert wäre. Unter US-Präsident Ronald Reagan entwickelte die NATO unter der Bezeichnung General Defense Plan 31001 allgemeine Verteidigungspläne für die Bundesrepublik und Westeuropa für den Fall einer Invasion durch Streitkräfte des Warschauer Pakts. Als wahrscheinlichster Angriffspunkt des Gegners wurde das Gebiet östlich von Fulda angenommen. Besondere Aufmerksamkeit richtete sich dabei auf die im Südraum der DDR stationierte 8. Gardearmee der Gruppe der Sowjetischen Streitkräfte in Deutschland. Südlich und nördlich befinden sich mit dem Thüringer Wald und dem Harz für Panzer nur schwer zu bewältigende Mittelgebirge als natürliche Hemmnisse. Der Angriff wäre dem Gebiet entsprechend zunächst aus Osten in die Fuldaer Senke geführt worden, von dort ausgehend hätten sich zwei Verläufe, der eine nördlich, der andere südlich des Vogelsberges in Richtung Frankfurt am Main mit Nebenstößen über Meiningen und Würzburg auf Mannheim und über Hof-Bayreuth-Bamberg auf Karlsruhe angeboten.
Mögliche Angriffskorridore des Warschauer Paktes im Fulda Gap zwischen Fulda, Rhön, Spessart, Gelnhausen und Hanau waren folgende:
- Hessischer Wetterau-Korridor: Grenze zwischen III. Korps und V. Korps. Der breiteste Korridor im Nordsektor des Fulda Gap, der aufgrund seiner geographischen Lage für einen Flankenangriff einer Operativen Manöver-Gruppe (OMG) des Warschauer Paktes sehr wahrscheinlich gewesen wäre. In der Mitte befindet sich der Vogelsberg als Basaltmassiv und höchste Geländeformation im Einsatzgebiet. Dieser begrenzt und kanalisiert Panzervorstöße. Der Oberwald des Vogelsberg ist schwieriges Gelände (dicht bewaldet, starke Nebelbildung und Tiefschnee im Winter) und daher nur von Infanterie (Jägertruppe) zu halten. Er hätte mögliches Ziel einer sowjetischen Luftlandung sein können.
- Kinzigtal in der Fuldasenke: natürlicher Korridor zwischen Vogelsberg und Rhön-Spessart.
- Bundesstraße 84 von Geisa, Vacha durch Rasdorf nach Alsfeld. Die Zone liegt im Sektor der US-Panzeraufklärer. Dort und um die grenznahen Ortschaften Rasdorf und Eiterfeld erwartete man mit die schwersten Kämpfe. Der östlichste Punkt lag in der sogenannten „Tann-Tasche“ (→ Stadt Tann (Rhön)).

## Im Kalten Krieg
Es wurde davon ausgegangen, dass die Armeen des Warschauer Pakts im Westen Thüringens – dem sogenannten Thüringer Balkon – aufmarschieren, die Grenze in Richtung Fulda durchbrechen und innerhalb von zwei Tagen bis zum Rhein-Main-Gebiet vorstoßen könnten. Damit wäre Westdeutschland in zwei Hälften geteilt und die Rhein-Main Air Base, der wichtigste NATO-Luftwaffenstützpunkt in Europa, ausgeschaltet worden. Das zentrale Thüringen war ein Stationierungsschwerpunkt der Sowjetischen Streitkräfte in der DDR.
Im Rahmen des General Defense Plan wären massiv US-amerikanische Truppenverbände um Fulda konzentriert worden, um einen solchen Angriff zu bremsen, bis Nachschub eingetroffen wäre. Zu diesem Zweck wurde auch der Einsatz taktischer Kernwaffen in Betracht gezogen, im Bereich um Fulda herum wären beispielsweise 141 taktische Atomwaffen im Rahmen des so genannten „Zebra-Pakets“ eingesetzt worden. Außerdem wurden in vielen Straßen – vermehrt innerhalb eines etwa 50 Kilometer breiten Gürtels entlang der Grenze – Sprengschächte angelegt, die nach ihrer Zündung die Bewegungen der feindlichen Armeen verlangsamen sollten. Der SACEUR Bernard W. Rogers bekräftigte noch im Jahr 1984, dass nur wenige Tage lang hätte konventionell verteidigt werden können. Danach wäre der Einsatz von Kernwaffen unumgänglich geworden. Dennoch wurde in den 1980er Jahren die Panzerabwehrfähigkeit des NATO-Heeres durch einen kombinierten Einsatz von Luftwaffe (Fairchild-Republic A-10 Erdkampfflugzeugen und General Dynamics F-16 Jagdbombern), moderner Panzerabwehrminen (AT-2 Panzerabwehr-Wurfminen), Panzerabwehrhubschraubern und Panzerabwehrlenkraketen (MILAN, HOT und TOW) massiv erhöht. Diese Verteidigungspläne am Fulda Gap behielten ihre Gültigkeit bis zum Ende des Kalten Krieges und zur Deutschen Wiedervereinigung 1990, auf dem Papier bis ins Jahr 1994.
Eine ähnliche strategische Situation bestand nördlich des Harzes entlang der Grenze vom heutigen Sachsen-Anhalt zu Niedersachsen. In der Norddeutschen Tiefebene standen vier mechanisierte Korps der NATO-Armeegruppe Nord (NORTHAG) einem panzerstarken und hochbeweglichen Gegner gegenüber. Der Warschauer Pakt hatte 1981 das Konzept der Operativen Manövergruppen eingeführt. Dies sind voll mechanisierte Panzerverbände, um in einem schnellen und mobil geführten Begegnungsgefecht in der Anfangsphase die Entscheidung zu suchen, noch bevor der Gegner die Möglichkeit bekommt, sich zur Verteidigung einzurichten. Daher standen sich auch in diesem Bereich auf beiden Seiten der Grenze massive Truppenkonzentrationen gegenüber (Lüneburger Heide, Colbitz-Letzlinger Heide). Weiter nördlich bildete die Unterelbe ein gewisses natürliches Hindernis und trennte die Armeegruppen NORTHAG und LANDJUT.
1976 übernahm Generalleutnant Donn A. Starry den Befehl über das V. Korps und leitete folgende Änderungen ein:
- Umformung der Deckungskräfte in Kampfkräfte (acht Bataillone, bzw. Kampfgruppen in Bataillonsstärke als schwere Deckungskräfte unter Kontrolle des Korps), die in der Sicherungszone 10 bis 15 Kilometer hinter der Grenze das Gefecht führen. Aufgabe: 1. Staffel des Warschauer Paktes wird gezwungen sich zu entfalten und in Stellung zu gehen. Dies ermöglicht die weitere Bekämpfung durch Artillerie.
- aktivere Verteidigung der Divisionen, die nach Aufnahme der Deckungskräfte die Schlacht weiterführen
- Kampf in der Tiefe, um die Nuklearschwelle der NATO-Verteidigung anzuheben

Im NATO-Herbstmanöver „Reforger 83 FTX – Confident Enterprise“ (Confident Enterprise 83) wurde der kombinierte Einsatz konventioneller und ABC-Waffen geübt. An diesem Manöver nahmen 61.000 Soldaten der 3rd Armored Division, des 3rd Armored Cavalry Regiment, der 8th Mechanized Infantry Division, der 4th Infantry Division, der deutschen Panzerbrigade 34 und andere im Raum zwischen Frankfurt am Main und Bad Hersfeld teil. Ein Teil dieses Feldmanövers beinhaltete das Ausheben von Massengräbern (mass burial procedures/Umgang mit Massenverlusten), dem „Campo Pond“, was zu heftiger Kritik führte.
Nach kompletter Änderung der Bedrohungslage (Panzerdivisionen und Panzerhaubitzen für die große Feldschlacht in einem symmetrischen Krieg wurden nicht mehr benötigt) wurden etliche Militärstandorte wie z. B. die Panzeraufklärer in Sontra, Artillerie in Hessisch Lichtenau und Flugabwehr in Fuldatal geschlossen.

### Verteidigungsplanung der NATO
Die Planungen der NATO, gemäß General Defense Plan zielten darauf ab, möglichst grenznah zu verteidigen und die Integrität des NATO-Territoriums zu behaupten. In Phase I sollte die Erste Staffel des Warschauer Paktes mit vier Korps im Nordabschnitt und vier Korps im Süden zerschlagen werden. Danach sollten sich die Kämpfe mit CINCENT-Reserven auf die Zweite Staffel konzentrieren.
Entscheidend für den Erfolg der Verteidigungsoperationen am Fulda Gap war dabei eine rechtzeitige Alarmierung und Mobilisierung eigener Kampfverbände. Hierzu gehörte auch die Heranführung von Reserven aus Übersee durch REFORGER-Maßnahmen, die trotz des Mottos „Ten Divisions in Ten Days“ in Realität jedoch vermutlich länger gedauert hätte.
Das V. US-Korps (CENTAG verteidigte insgesamt mit vier Korps) hatte die Verteidigung des Fulda Gaps in der Verantwortung ihres Gefechtsstreifen zugewiesen bekommen. Das III. Korps der Bundeswehr war in der linken Flanke nördlich vom V. US-Korps eingesetzt und das VII. US-Korps südlich davon. Seit 1958 operierte CENTAG mit vier vorgeschobenen Verteidigungslinien. Eine davon verlief vom Vogelsberg, westlich von Fulda, über Schweinfurt und Nürnberg nach Landshut und Rosenheim. Die Führungslinien im Sektor des V. Korps, die im GDP 31001 erwähnt werden, hießen von Ost nach West verlaufend ALPHA, CONCORD, BRADFORD, CHICAGO, DENVER, ENFIELD, FARGO, GULFPORT und HARTFORD.
Um den Aufmarsch der Hauptkräfte sicherzustellen, hätten Deckungskräfte (meist Panzeraufklärer) für eine bestimmte Zeit das Verzögerungsgefecht zu führen gehabt. In der Planung waren 24 Stunden vorgesehen, angesichts der hohen numerischen Überlegenheit und Feuerkraft des Warschauer Paktes jedoch in der Praxis aufgrund der starken Abnutzung und Verlusten von im Feuer liegenden Kampftruppen vermutlich lediglich acht Stunden.
Alle NATO-Korps standen grenznah „in line“, daher gab es kaum die Option operative Reserven heranzuziehen. Weder das III. US-Korps noch die 1. Französische Armee waren unmittelbar einsatzbereit und für Gefechte am VRV (Vorderer Rand der Verteidigung) verfügbar.

„Operative Reserven stehen in ausreichender Zahl erst nach Eintreffen amerikanischer Verstärkungskräfte und nach dem Eingreifen französischer Landstreitkräfte zur Verfügung.“

In einer Krisenlage hätte das Korps, welches nicht im Schwerpunkt stand, eine Division an das in Bedrängnis geratene Nachbarkorps abgeben müssen. Gemäß GDP 31001 wird die 12. Panzerdivision in diesem Fall aus der Unterstellung des III. Korps abgelöst und an das V. Korps abgegeben. Mehrere Korps unterschiedlicher Nationalität hätten eine zusammenhängende Gefechtsführung gewährleisten müssen. So bestand am VRV die besondere Bedrohung offener Flanken, falls durch mangelnde Absprachen untereinander, teilweise starr am VRV und teilweise in der Tiefe verteidigt worden wäre. Dies wurde in der „Operativen Leitlinie für die Landstreitkräfte in Mitteleuropa“, beziehungsweise in den Operational Principles des CINCENT im Jahr 1988 neu geregelt.
CENTAG, mit dem V. US-Korps im Schwerpunkt des Fulda Gap, sollte in seinem zugewiesenen Gefechtsabschnitt mit Verzögerungskräften den Kampf grenznah aufnehmen. Der Auftrag lautete die Schlüsselgelände Kaufunger Wald und Knüllgebirge zu halten und einen Durchbruch des Warschauer Paktes zum Rhein zu verhindern.
Das V. US-Korps hatte eine Panzerdivision und eine Panzergrenadierdivision mit insgesamt 800 Kampf- und Schützenpanzern (seit den 1980er Jahren M1 Kampfpanzer – der M1 Kampfpanzer tauchte erstmals auf dem Manöver REFORGER 82 auf – und Bradley-Schützenpanzer) zur Verfügung. Die Divisionsartillerie konnte insgesamt 72 schwere 155-mm-Haubitzen und neun Raketenwerfer in den Einsatz bringen. Hinzu kamen Kampfunterstützungstruppen, Cobra-Kampfhubschrauber und Heeresflieger. Der Operationsplan des V. US-Korps sah vor, die 3. US-Panzerdivision mit dem Knüllgebirge im Nordabschnitt und die 8. Mechanisierte Infanteriedivision im Süden einzusetzen. Als Verzögerungsverband diente das 11. US-Panzeraufklärerregiment. Für diese Aufgabe standen den Panzeraufklärern zusätzlich fünf verstärkte Kampfbataillone (Task Force) zur Verfügung. Von deutscher Seite wäre das PzBtl 354/PzGrenBrig 35 Hammelburg als Verzögerungsverband ebenfalls bei einem Angriff des Warschauer Paktes aus dem Meiningen Gap eine der ersten Einheiten mit Feindberührung gewesen.
Die 3. Panzerdivision wurde mit Kampfhubschrauberkräften verstärkt und einer der ersten Verbände, die 1987 mit dem Boeing AH-64 Apache ausgestattet wurden.
Das 1. Bataillon des 68th US Armored Regiment (1-68), stationiert in Wildflecken, hatte den Auftrag im Südabschnitt des Fulda Gaps eine Riegelstellung zwischen Lauterbach und Ottrau zu bilden, die in der kritischen Anfangsphase der Schlacht in jedem Fall zu halten war. 1984 wurde das 68th Armored Regiment in das U.S. Army Regimental System zurückgegliedert.
Das 108th Military Intelligence (MI) Battalion war ebenfalls der 8. Infanteriedivision unterstellt. Diesem wiederum war die Delta Kompanie der Ranger angegliedert, welche Spezialaufträge wie Schläge gegen die Versorgungs- und Kommandostruktur des Feindes durchzuführen hatte. Ein weiterer Truppenteil war die 144th Ordnance Company, die nach Freigabe auch Atom- und C-Waffen bereitstellen konnte. Pionieraufgaben wie die Sprengung kritischer Brücken und die Kanalisierung des sowjetischen Panzervorstoßes wären vom 547th Combat Engineer Battalion ausgeführt worden.
Im September 1980 wurde das 533th Military Intelligence (MI) Battalion in Frankfurt, welches der 3. Panzerdivision unterstellt war, reaktiviert. Auf Befehl des Divisionskommandeurs war das 533th MI Btn durch ELOKA-Maßnahmen in der Lage, Ziele für Luft- und Artillerieschläge zu identifizieren oder durch Störsender gleiches auf Feindseite zu behindern. Außerdem sollten in Zusammenarbeit mit dem Defense Language Institute (DAI) auf Deutsch beziehungsweise Russisch gezielte Falschmeldungen abgesetzt werden.
Aus dem Gesamtkonzept des GDP wurden folgende Optionen diskutiert:
- NATO-Deckungskräfte in Stärke von drei Kavalleriebataillonen kämpfen von der Zonengrenze bis zur FEBA/VRV
- Zwei Brigaden mit jeweils drei Kampfbataillonen verteidigen das südliche 3/4 der Divisionszone der 8. Infanteriedivision. Der Auftrag lautet das Schlüsselgelände zu halten. Dazu werden sie mit Artillerie, taktischer Luftwaffe und Kampfhubschraubern unterstützt
- Der äußerst linke Abschnitt bleibt unverteidigt, um die Truppen des Warschauer Paktes dazu zu bewegen, einen Panzervorstoß auf die Autobahn in Richtung Alsfeld – Gießen zu unternehmen
- Das Kommando des V. Korps erwartet, dass der Durchbruchserfolg der Spitzendivisonen, den Warschauer Pakt dazu verleiten würde, eine zweite Division in das Durchbruchsgelände nachzuführen, um die Lücke weiter aufzubrechen
- Eine verstärkte NATO-Brigade mit 5 Bataillonen geht nördlich von Lauterbach in Stellung, um einen Angriff in die Flanke der sowjetischen Truppen durchzuführen und sie entlang der Autobahn zu vernichten
- Sobald der sowjetische Vorstoß Alsfeld passiert, erfolgt der Gegenschlag des V. Korps in das rückwärtige Gebiet der Spitzendivision

Die Einsatzpläne für die 3. Panzer- und die 8. Infanteriedivision blieben bis Ende des Kalten Krieges weitgehend unverändert.

#### Einsatz der US-Panzeraufklärer
Zu den Aufgaben der US-Panzeraufklärer in Friedenszeiten gehörte es als sogenannte „Screening Force“, Truppenaufmärsche und Anzeichen für Mobilisierung auf dem Territorium der DDR zu beobachten. Dies bedeutete permanente „Fühlung mit dem Gegner“ zu halten und seine Gefechtsgliederung und vermutliche Absicht aufzuklären. Bei Kriegsausbruch sollten sie dann als Deckungskräfte umgruppiert werden, um das Verzögerungsgefecht zu führen. Dem 11. US-Armoured Cavalry Regiment (11. ACR) kam die Aufgabe der Deckungskräfte an der innerdeutschen Grenze zu. Ihr Auftrag als „luftbewegliche Kavallerie-Einheit“ lautete Aufklärung und Sicherung des grenznahen Gebietes (Geländekorridor Rasdorf, Eiterfeld – Hünfeld – Fulda). Zu diesem Zweck hatten sie mehrere Beobachtungsposten (OP – Observation Point) eingerichtet, die mit 40 bis 200 Mann (Zug- bzw. verstärkte Kompanie) besetzt waren. Hierzu zählten OP Alpha bei Rasdorf/Landkreis Fulda als den bekanntesten Grenzbeobachtungsposten (BOP – Border Observation Point), OP Romeo bei Bosserode/Landkreis Hersfeld-Rotenburg, OP India bei Lüderbach/Werra-Meißner-Kreis und OP Oscar bei Eichenberg/Werra-Meißner-Kreis.
Die 11. ACR bildete somit die Vorhut des V. Korps und war dazu ausgestattet und ausgebildet, als erste Einheit das Gefecht in der „Zentralen Schlacht um das Fulda Gap“ aufzunehmen, zu verteidigen, verzögern oder begrenzte Gegenschläge durchzuführen. Der Verband bestand aus 1st Squadron, 2d Squadron, 3rd Squadron (alle drei in Bataillonsstärke) und einem mit Hubschraubern ausgestatteten Luft-Kavallerie-Zug („Air Cavalry Troop“). Während ihres Einsatzes an der innerdeutschen Grenze waren sie mit der modernsten Ausrüstung der US-Army ausgestattet, um einem zahlenmäßig weit überlegenen Feind, der über T-62/T-64 Kampfpanzer, BMP-Schützenpanzer, ZSU-57 Flak-Selbstfahrlafetten und Mil Mi 24 Kampfhubschrauber in großen Mengen verfügte, begegnen zu können.
Ihr Verteidigungsabschnitt hatte eine Länge von insgesamt 385 Kilometern. Das Friedens-Hauptquartier des Regiments lag in den Downs Barracks in Fulda, das des 3. Bataillons in Bad Hersfeld und das des 2. Bataillons in Bad Kissingen. Die Gefechtsfahrzeuge des 11. ACR bestanden aus M551 „Sheridan“-Aufklärungs- und Luftlandepanzern, M113 Transportpanzern, M106 Mörserträgern und M60A1-Kampfpanzern. Jedes Bataillon erhielt Unterstützung von sechs M109 Panzerhaubitzen, weiteren M113 Transport- und FührungsFunkpanzern (FüFu), bzw. Gefechtstandfahrzeugen und weiteren M106 Mörserträgern. Luftgestützte Operationen wurden mit AH-1G Huey „Cobra“ Kampfhubschraubern, UH-1 „Huey“ Transporthubschraubern und Bell-OH-58 „Kiowa“ Aufklärungshubschraubern durchgeführt. Das 11. ACR hatte eine hohe Kampf- und Feuerkraft und war aufgrund seiner besonderen Ausstattung und Ausbildung in der Lage, bereits auf taktischer Zugebene das Gefecht der verbundenen Waffen führen zu können. Die Befehlsgebung richtete sich stark nach der Auftragstaktik. in Form von Mission Orders Somit sollten die US-Panzeraufklärer befähigt werden, mit hohem Tempo, auf einem sich rasch verändernden modernen Gefechtsfeld mit wechselnden Lagebildern unter hohem physischem und psychischem Stress ihren Auftrag auszuführen und dabei die Initiative nicht zu verlieren. Für dieses Einsatzszenario wurde das 11. ACR in einer erhöhten Gefechtsbereitschaft gehalten und regelmäßig für den Ernstfall trainiert. Nach Alarmierung unter der Tarnbezeichnung LARIAT ADVANCE waren unverzüglich die scharfen GDP-Stellungen zu beziehen.
Gemäß GDP 31001 war der Einsatz der US-Panzeraufklärer in vier Phasen gegliedert:
- Phase 1: Alarmbereitschaft und Bezug der GDP-Stellungen
- Phase 2: Aufklärung und Sicherung des Einsatzraumes. Annäherung feindlicher Mot-Schützen oder Panzer auf Sicht oder bodengebundene Spähaufklärung. Einsatz von Gefechtsfeldradar und Erkundungsflüge durch Beobachtungshubschrauber. Vorbereiten von Hinterhalten für feindliche Angriffsspitzen. Feuerunterstützung durch Korpsartillerie
- Phase 3: Verteidigung der Engstelle in der Angriffsachse des Feindes von Geisa – Rasdorf – Hünfeld – Alsfeld
- Phase 4: Aufnahme durch die Hauptkräfte und Folgeaufträge

#### Kernwaffeneinsatz
Das Fulda Gap war für den Kernwaffeneinsatz von beiden Seiten besonders exponiert. Neben Kurzstreckenraketen (Lance, „Sergeant“, „Honest John“) spielten in den Planungen vor allem nukleare Gefechtsfeldwaffen mit niedrigen KT-Werten (Sprengkraft in Kilotonnen) eine große Rolle. Ähnliche Waffensysteme waren der nukleare Granatwerfer „Davy Crockett“ aus den 1950er Jahren, später Nukleargeschosse für die schwere Feld- und Raketenartillerie und Nuklearminen (ADM). Neutronenwaffen galten als weitere Option, um die atomare Verseuchung mit radioaktivem Fallout für den geplanten Durchmarsch der sowjetischen Panzer so gering wie möglich zu halten. Auf dem Fliegerhorst Altenburg-Nobitz waren etwa 30 taktische atomare Freifallbomben für den Gefechtsfeldeinsatz eingelagert. Kernwaffen sollten im Fulda Gap auf den sowjetischen Invasionsrouten zum Einsatz kommen, um eine Barriere aus radioaktiver Strahlung zu errichten.
Die osthessische Gemeinde Hattenbach (30 Kilometer von der innerdeutschen Grenze entfernt) wurde in der US-amerikanischen TV-Dokumentation The Nuclear Battlefield von 1981 als Ground Zero für den Einsatz taktischer Kernwaffen erwähnt. In den Karten der US-Army ist Hattenbach mit der Nullkoordinate eingezeichnet. Bei Hattenbach liegt das Autobahnkreuz Hattenbacher Dreieck der Autobahnen A5 als verlängerte Verbindung der Ballungsräume Rhein-Main und Rhein-Neckar und der A7 von Flensburg nach Füssen. Ein Nuklearschlag auf diesen Verkehrsknotenpunkt hätte den Vormarsch der 8. Gardearmee empfindlich behindert. Später stellte sich heraus, dass Hattenbach eines der ersten benannten Atomziele der NATO in der BRD war.

### Angriffsplanung des Warschauer Paktes
Die NATO ging seitens des Warschauer Paktes von mehreren Szenarien aus, die von Überraschungsangriff bei starker eigener Luftüberlegenheit, vorbereitetem massiven Angriff oder Angriff nach sehr kurzer Vorwarnzeit (Zeitspanne zwischen Vorwarnung und Ausbruch der Kriegshandlungen) reichten.
Auf der anderen Seite von CENTAG stand die 8. Gardearmee, die 80.000 bis 90.000 Mann unter Waffen (drei Mot-Schützendivisionen (MSD): in Halle, 39. MSD aus Ohrdruf und 57. MSD Naumburg mit jeweils 12.600 Mann) hatte. Die 2. Staffel bestand aus der 79. Panzerdivision aus Jena und der 27. Garde-MotSchützendivision aus Halle. Um die Flugabwehr und die Gefechtsfeldabriegelung der NATO zu unterlaufen und den Panzervorstoß am Boden ungehindert fortzusetzen, war die 8. Gardearmee mit besonders starken Flugabwehrmitteln ausgestattet. Darunter zählten Flugabwehrraketen-Brigaden aus Weißenfels und Arnstadt mit SA-2 Dwina Guideline, S-125 Newa/SA-3 Goa und SA-8 Gecko Flugabwehrraketen. Man ging davon aus, dass diese Boden-Luftraketen 15 bis 20 Prozent der NATO-Kampfflugzeuge ausgeschaltet hätten. Ähnlich wie das Gefecht der verbundenen Waffen wäre der Angriff des Warschauer Paktes mit Frontfliegerkräften, Kampfhubschraubern, Luftsturmtruppen als Vorausverbände, die in der Tiefe des gegnerischen Territoriums abgesetzt werden und anderen Waffengattungen erfolgt. Den sowjetischen Kampfhubschrauber-Regimentern (v. a. Mil Mi-24 Hind als „fliegende Schützenpanzer“) kam die Aufgabe zu, aus der Luft 40 bis 60 Feindpanzer zu vernichten, bzw. ein komplettes Panzer- oder Panzergrenadierbataillon zu zerschlagen.
Das Kräfteverhältnis im Angriffsstreifen (Angriffsbreite Panzer-/Mot-Schützendivision: 8 bis 10 Kilometer) sollte 40 bis 50 eigene Panzer und 120 Artilleriegeschütze pro Frontkilometer betragen. Die Angriffsachse der 8. Gardearmee lag entlang den Linien Hof – Coburg – Schweinfurt – Bad Kissingen – Fulda – Bad Hersfeld in Frankfurter Richtung.
In den 1980er Jahren erreichte die 8. Gardearmee mit 90.000 Mann, 1.235 T-80 Kampfpanzern, 1.892 Schützenpanzern, 414 Selbstfahrlafetten (Panzerartillerie), 144 Geschützen und 137 Kampfhubschraubern ihre größte Stärke. Ende 1982 konnte das Ministerium für Staatssicherheit durch Spionage den GDP 31001 in Besitz bringen und damit die Operationspläne von CENTAG offenlegen und deren Stärken und Schwächen für die eigene Planung von Durchbruchsoperationen nutzen.
Der Angriff des Warschauer Pakt wurde gemäß der sowjetischen Angriffsdoktrin als „Angriff in die Tiefe“ erwartet. Hierzu wären in den 1980er Jahren die Operativen Manövergruppen (OMG) zum Einsatz gekommen. Eine OMG (The main task of these OMGs was to penetrate deep into West Germany to disrupt the command and control of NATO forces and to seize the remaining nuclear stores, airfields, and key logistic points. Erstmals traten die OMGs im Sapad 81-Großmanöver des Jahres 1981 in Erscheinung) bestand aus einem Panzerverband (verstärkte Panzerdivision oder mehr), der am 2. oder 3. Operationstag die Aufgabe hatte, mit hoher Geschwindigkeit feindliche Truppen zu umfassen und in die Tiefe vorzustoßen. Innerhalb weniger Tage sollte dabei eine große Eindringtiefe von bis zu 100 Kilometern erreicht werden. Dies wäre zu einem Zeitpunkt geschehen, wenn die 1. Staffel die ersten Durchbrüche erzwungen und die frontnahen Reserven des Gegners zerschlagen hätte. Der taktische Vorteil der OMG wäre die Geschwindigkeit gewesen, mit dem der Einbruch in die Tiefe erfolgt wäre, ohne dass die NATO die Möglichkeit bekommen hätte, angemessen auf den Einbruch in das Verteidigungssystem mit dem Einsatz von Reserven oder Umgruppierungen reagieren zu können. Der Einbruch einer OMG wäre von massiven Luftschlägen von Jagdbomber-, Jagdflieger- und Kampfhubschrauberverbänden, sowie Luftsturm- und Luftlandeeinheiten begleitet gewesen.

## Friedensbewegung
Das Fulda Gap stand jahrzehntelang im Fokus der Friedensbewegung und war Anlass zu zivilem Widerstand. In den Nächten zwischen dem 9. und 12. Dezember 1983 wurden 200 militärische Sprengschächte, die für die Nutzung von ADMs angedacht waren, von einer Gruppe unbekannter Aktivisten zubetoniert. Diese Aktion richtete sich gegen das taktische NATO-Konzept „Barrier and Denial Plan“ („Sperr- und Verwehr-Plan“). 
Am 29. September 1984 demonstrierten rund 30.000 Anhänger der Friedensbewegung an verschiedenen Orten rund um den Vogelsberg und anschließend in Fulda gegen NATO-Manöver und einen drohenden Atomkrieg unter dem Motto Menschennetz im Fulda Gap. Die Aktionen wurden von einer „Arbeitsgruppe Aktionsherbst 84 Fulda Gap“ geplant.

## Trivia
- 1977 erschien in den USA ein Brettspiel namens „Fulda Gap“ im Spieleverlag Simulations Publications, mit dem die strategischen Überlegungen simuliert werden konnten.[69] Das Spiel wurde in der deutschen Öffentlichkeit und insbesondere in der Friedensbewegung intensiv wahrgenommen und kritisiert. Im Blickpunkt stand dabei der simulierte Einsatz von Chemie- und Nuklearwaffen, der zentraler Bestandteil des Spiels war. Sowohl kommerziell als auch in der Bewertung durch US-amerikanische Fachmedien war das Spiel ein Erfolg.[70][63]
- Die Fulda-Lücke wurde von der Deutschen Bundesbank als ein Argument für die Lagerung deutscher Goldreserven im Ausland angeführt. Die Nähe Frankfurts zu dieser Gefahrenzone soll dazu geführt haben, das durch deutsche Außenhandelsüberschüsse im Ausland erworbene Gold auch dort zu belassen, um es nicht in die Hände des Gegners fallen zu lassen.[71]
- In der DDR wurde das Fulda Gap Thüringer Balkon genannt.
- Das einen Atomkrieg darstellende Jugendbuch Die letzten Kinder von Schewenborn von Gudrun Pausewang spielt in der Region des Fulda Gaps, wo die Autorin seinerzeit wohnte und sich in der Friedensbewegung engagierte. Unter anderem wird darin die Zerstörung von Fulda durch eine Atombombe geschildert.
- 2020 veröffentlichte der schwedische Autor Gustaf Skördeman das Buch Geiger (ISBN 978-3-7857-2737-9) als Auftakt einer Spionage-Thriller-Trilogie (2021 in Deutschland im Verlag Bastei Lübbe unter gleichem Namen veröffentlicht). Hierin spielen das Fulda-Gap, die stay-put-Strategie der NATO, die vorgesehenen „Trichter-Sperren“[72] und die Ortschaft Hattenbach als Kern einer atomaren Verteidigungsstrategie eine Schlüsselrolle.

## Filmmaterial
- Peter Krahulec: Zielgelände – Notizen aus dem Fuldatal, wo der Dritte Weltkrieg beginnen könnte. Antimilitaristischer Heimatfilm zu Kriegs-„Spielen“ bzw. -Szenarien im „Fulda-Gap“, Stand Mitte 80er. Mediathek Hessen